# 厚田郡
- 令制国一覧 > 北海道 (令制) > 石狩国 > 厚田郡
- 日本 > 北海道 > 石狩支庁 > 厚田郡

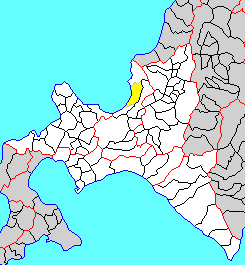
北海道厚田郡の位置（黄：明治期）

厚田郡（あつたぐん）は、北海道（石狩国）石狩支庁管内にあった郡。

## 郡域
1879年（明治12年）に行政区画として発足した当時の郡域は、石狩市の一部（厚田区）にあたる。

## 歴史

### 郡発足までの沿革
江戸時代の厚田郡域は西蝦夷地に属し、松前藩によってアツタ場所が開かれていた。江戸時代後期になると文化4年国防上の理由から厚田郡域は天領とされたが、文政4年には一旦松前藩領に復した。嘉永元年5月厚田神社が、嘉永9年5月八幡神社が創建されている。安政2年再び天領（庄内藩警固地）となり、幕府（箱館奉行）が置いた石狩役所の荒井金助によって望来周辺の油田が発見されている。また、安政年間には厚龍寺が建立され、厚田場所請負人浜屋興三右衛門は自費で濃昼川の南に達する濃昼山道2里24町（10.5km）を開削した。戊辰戦争（箱館戦争）終結直後の1869年、大宝律令の国郡里制を踏襲して厚田郡が置かれた。

### 郡発足以降の沿革

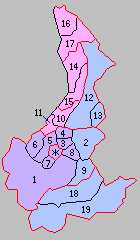
北海道一・二級町村制施行時の厚田郡の町村（14.厚田村 15.望来村 桃：石狩市）

- 明治2年8月15日（1869年9月20日） - 北海道で国郡里制が施行され、石狩国および厚田郡が設置される。開拓使が管轄。
- 明治5年
  - 4月9日（1872年5月15日） - 全国一律に戸長・副戸長を設置（大区小区制）。
  - 10月10日（1872年11月10日） - 4月に設置された区を大区と改称し、その下に旧来の町村をいくつかまとめて小区を設置（大区小区制）。
- 明治9年（1876年）9月 - 従来開拓使において随意定めた大小区画を廃し、新たに全道を30の大区に分ち、大区の下に166の小区を設けた。

- 第2大区
  - 4小区 ： 聚富村、望来村、嶺泊村、古潭村、押琴村、小谷村、別狩村、厚田村、安瀬村、濃昼村

- 明治12年（1879年）7月23日 - 郡区町村編制法の北海道での施行により、行政区画としての厚田郡が発足。
- 明治13年（1880年）3月 - 石狩郡外七郡役所（石狩厚田浜益上川樺戸雨竜空知夕張郡役所）の管轄となる
- 明治15年（1882年）2月8日 - 廃使置県により札幌県の管轄となる。
- 明治17年（1884年）4月 - 石狩郡外二郡役所（石狩厚田浜益郡役所）の管轄となる。
- 明治19年（1886年）1月26日 - 廃県置庁により北海道庁札幌本庁の管轄となる。
- 明治22年（1889年）1月 - 札幌郡外四郡役所（札幌石狩厚田浜益千歳郡役所）の管轄となる。
- 明治24年（1891年）3月 - 札幌郡外九郡役所（札幌石狩厚田浜益千歳空知夕張樺戸雨竜上川郡役所）の管轄となる。
- 明治29年（1896年）6月 - 札幌郡外四郡役所（札幌石狩厚田浜益千歳郡役所）の管轄となる。
- 明治30年（1897年）11月5日 - 郡役所が廃止され、札幌支庁の管轄となる。
- 明治35年（1902年）4月1日 - 北海道二級町村制の施行により、以下の町村が発足。（2村）
  - 厚田村（二級村） ← 古潭村、押琴村、厚田村、小谷村、別狩村、安瀬村、濃昼村（現・石狩市）
  - 望来村（二級村） ← 聚富村、望来村、嶺泊村（現・石狩市）
- 明治40年（1907年）4月1日 - 厚田村・望来村が合併して北海道一級町村制を施行し、厚田村（一級村）が発足。（1村）
- 大正11年（1922年）8月17日 - 札幌支庁が石狩支庁に改称。
- 昭和18年（1943年）6月1日 - 北海道一・二級町村制が廃止され、北海道で町村制を施行。
- 昭和22年（1947年）5月3日 - 地方自治法の施行により北海道石狩支庁の管轄となる。
- 平成17年（2005年）10月1日 - 厚田村が石狩市に編入。同日厚田郡消滅。